# Jun Geng
Geng Jun (en chinois : 耿 军), né le 4 février 1976 dans la province du Heilongjiang (Chine), est un cinéaste et scénariste indépendant chinois.

## Filmographie

### Comme réalisateur et scénariste
- 2009 : Qingnian
- 2014 : Chuizi liandao dou xiux
- 2017 : Free and Easy

## Récompenses et distinctions
- 2009 : Festival international du film de Rome : nomination au Marc Aurèle d'or du meilleur film pour Qingnian